# 珠光绣球
珠光绣球（学名：Hydrangea candida），为绣球花科绣球属下的一个种。

## 扩展阅读
維基物種上的相關：珠光绣球